# Dolichoglyphius asper
Dolichoglyphius asper är en mångfotingart som beskrevs av Karl Wilhelm Verhoeff 1938. Dolichoglyphius asper ingår i släktet Dolichoglyphius och familjen Glyphiulidae. Inga underarter finns listade i Catalogue of Life.